# 議事堂
議事堂（ぎじどう）とは、立法府のある建物の総称。

## 概要
通常、議事堂内には本会議場と委員会室が設けられる。本会議場の席配置は、演壇・議長席を中心とする放射状半円形となる配置（大陸型）が最も一般的だが、イギリス連邦諸国では与野党席が正面から向かい合う配置（イギリス型）が多い。また社会主義国では、ステージ状のひな壇と議員席がまっすぐ向かい合う近代劇場形の席配置がみられる。

議事堂本会議場
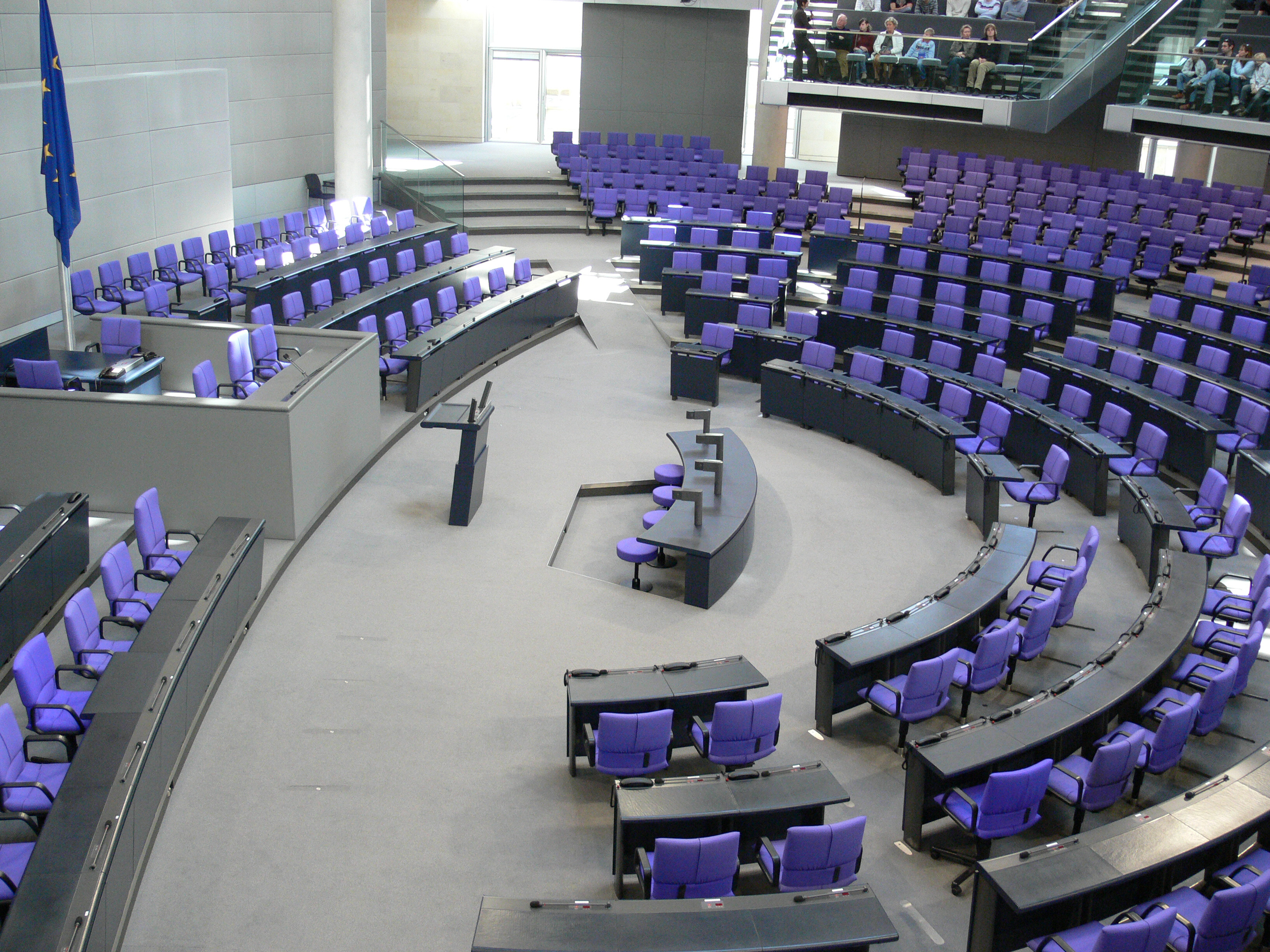
ドイツ下院。典型的な半円状議場。
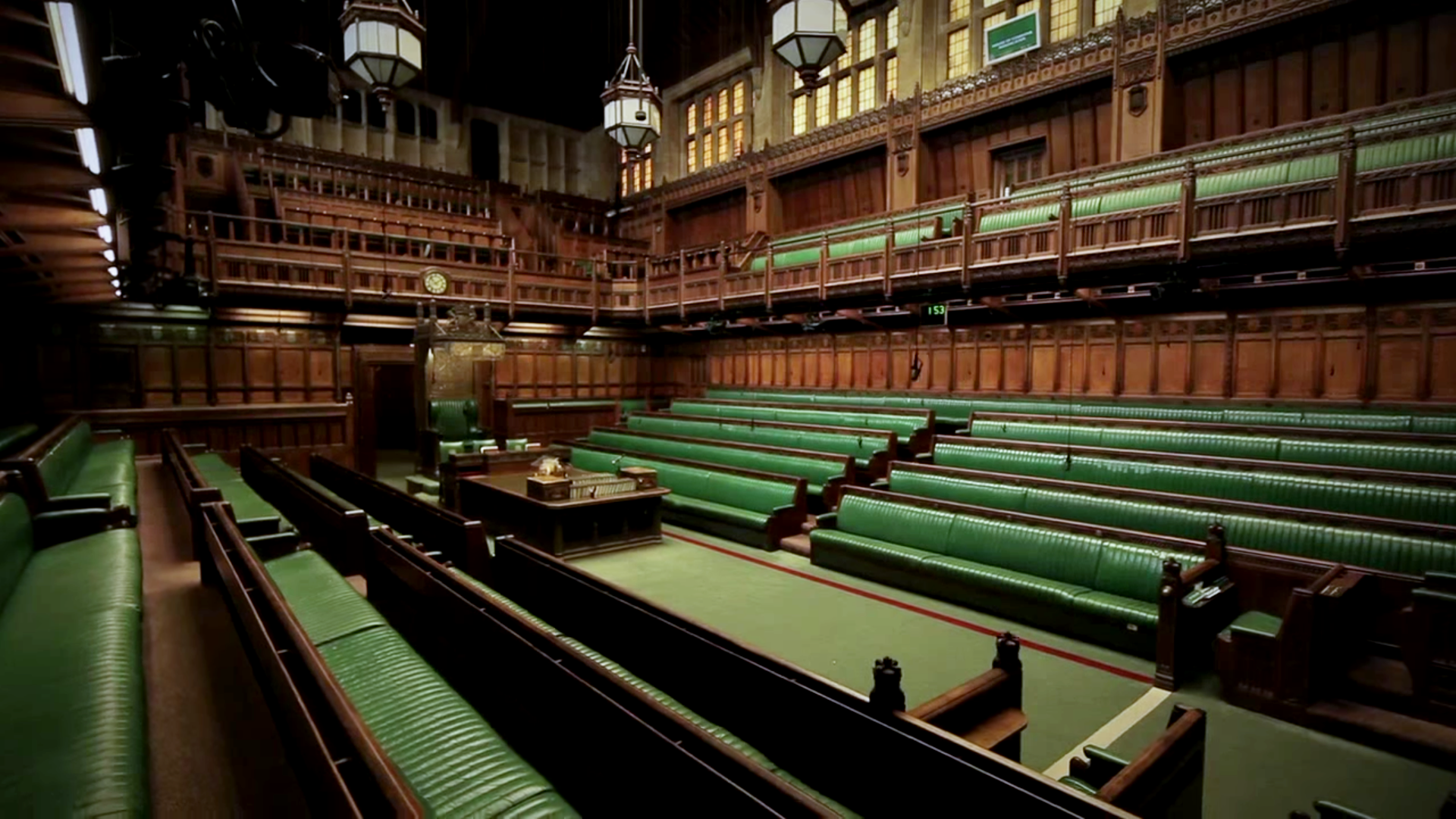
イギリス下院。与野党席が正対。
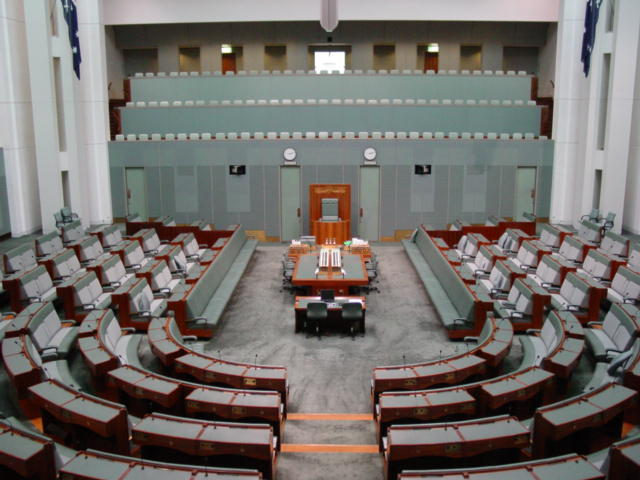
オーストラリア下院。イギリス式との折衷。
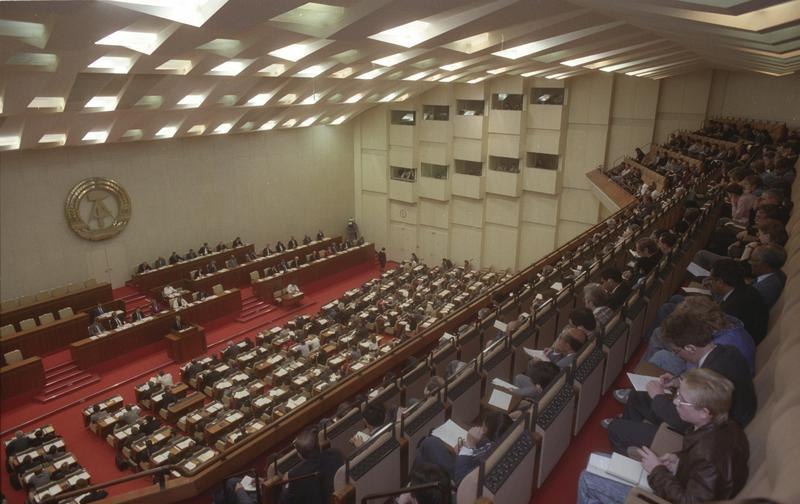
東ドイツ人民議会。閣僚席と議席が正対。

石造りの宮殿が多く残るヨーロッパの多くの国々ではそれらを議事堂として使用している場合が多い。一方、新たに議事堂として建設された場合、第二次世界大戦までは新古典主義建築様式で建設されるケースが多かった。

## 国際機関の立法府議事堂
| 国際機関                         | 立法府             | 議事堂                                                           | 議事堂                           |
| -------------------------------- | ------------------ | ---------------------------------------------------------------- | -------------------------------- |
| アフリカ連合                     | 全アフリカ議会     | ギャラガーコンベンションセンター 英: Gallagher Convention Centre | ギャラガーコンベンションセンター |
| アラブ連盟                       | アラブ議会         | 不定                                                             | -                                |
| 欧州連合                         | 欧州連合理事会     | ユストゥス・リプシウス 英: Justus Lipsius                        | ユストゥス・リプシウス           |
| 欧州連合                         | 欧州議会           | ルイーズ・ワイス 英: Louise Weiss building                       |                                  |
| 欧州連合                         | 欧州議会           | エスパース・レオポルド 仏: Espace Léopold                        | エスパース・レオポルド           |
| 中米統合機構                     | 中央アメリカ議会   | グアテマラシティ                                                 | -                                |
| メルコスール                     | メルコスール議会   |                                                                  |                                  |
| ラテンアメリカ・カリブ諸国共同体 | ラテンアメリカ議会 |                                                                  |                                  |

## 国の立法府議事堂
| 国名                                | 立法府                  | 議事堂                                                        | 議事堂                       |
| ----------------------------------- | ----------------------- | ------------------------------------------------------------- | ---------------------------- |
| アイスランド                        | アルシング              | 国会議事堂 アイスランド語: Alþingishúsið                      | 議事堂                       |
| アイルランド                        | ウラクタス              | レンスター・ハウス 愛: Teach Laighean 英: Leinster House      | レンスター・ハウス           |
| アルゼンチン                        | 国民議会                | 国会議事堂 西: Palacio del Congreso                           | 国会議事堂                   |
| アメリカ合衆国                      | 合衆国議会 （連邦議会） | アメリカ合衆国議会議事堂 英: United States Capitol            | アメリカ合衆国議会議事堂     |
| イギリス                            | 連合王国議会            | ウェストミンスター宮殿 英: Palace of Westminster              | ウェストミンスター宮殿       |
| イタリア                            | 元老院                  | マダーマ宮殿 伊: Palazzo Madama                               | マダマ宮殿                   |
| イタリア                            | 代議院                  | モンテチトーリオ宮殿 伊: Palazzo Montecitorio                 | モンテチトーリオ宮殿         |
| インド                              | 連邦議会                | 国会議事堂 ヒンディー語: संसद भवन                              | 国会議事堂                   |
| ウルグアイ                          | 国会                    | 国会議事堂 スペイン語: Palacio Legislativo                    | 国会議事堂                   |
| エストニア                          | リーギコグ              | トームペア城 エストニア語: Toompea loss                       | トームペア城                 |
| オーストラリア                      | 連邦議会                | オーストラリア連邦議事堂 英: Parliament House                 | キャンベラ国会議事堂         |
| オーストリア                        | 議会                    | 国会議事堂 独: Parlamentsgebäude                              | 国会議事堂                   |
| オランダ                            | スターテン・ヘネラール  | ビネンホフ 蘭: Binnenhof                                      | ビネンホフ                   |
| カナダ                              | 議会                    | センター・ブロック 英: Centre Block 仏: Édifice du centre     | センター・ブロック           |
| キューバ                            | 人民権力全国会議        | カピトリオ 西: Capitolio                                      | カピトリオセンター・ブロック |
| ギリシャ                            | 議会                    | 国会議事堂 希: Βουλή των Ελλήνων στην                         | ギリシャ国会議事堂           |
| コロンビア                          | 共和国議会              | 国会議事堂 西: Capitolio Nacional                             | コロンビア国会議事堂         |
| シンガポール                        | 国会                    | 国会議事堂 英: Parliament House                               | シンガポール国会議事堂       |
| スイス                              | 連邦議会                | 連邦院 独: Bundeshaus 仏: Palais fédéral 伊: Palazzo federale | 連邦院                       |
| スウェーデン                        | リクスダーゲン          | 国会議事堂 典: Riksdagshusets                                 | 国会議事堂                   |
| スペイン                            | 元老院                  | 元老院議事堂 西: Palacio del Senado                           | 元老院議事堂                 |
| スペイン                            | 代議院                  | 代議院議事堂 西: Palacio de las Cortes                        | 代議院議事堂                 |
| セルビア                            | 国民議会                | 国会議事堂 セルビア語: Дом Народне скупштине                  | 国会議事堂                   |
| タイ                                | 国民議会                | 国会議事堂 泰: อาคารรัฐสภาไทย                                  | 国会議事堂                   |
| 大韓民国                            | 国会                    | 国会議事堂 朝: 국회의사당                                     | 国会議事堂                   |
| 中華人民共和国                      | 全国人民代表大会        | 人民大会堂 中: 人民大会堂                                     | 人民大会堂                   |
| 中華民国 （台湾）                   | 立法院                  | 立法院議場 中: 立法院議場                                     | 立法院議場                   |
| 朝鮮民主主義人民共和国 · （北朝鮮） | 最高人民会議            | 万寿台議事堂 朝: 만수대의사당                                 | 万寿台議事堂                 |
| デンマーク                          | フォルケティング        | クリスチャンスボー城 丁: Christiansborg Slot                  |                              |
| ドイツ                              | 連邦参議院              | プロイセン貴族院 独: Preußisches Herrenhaus                   | プロイセン貴族院             |
| ドイツ                              | 連邦議会                | 国会議事堂 独: Reichstagsgebäude                              | 国会議事堂                   |
| 日本                                | 国会                    | 国会議事堂 こっかいぎじどう                                   | 国会議事堂                   |
| ニュージーランド                    | 代議院                  | 国会議事堂 英: Parliament House                               | 国会議事堂                   |
| ノルウェー                          | ストーティング          | 国会議事堂 諾: Stortingsbygningen                             | ストーティング議事堂         |
| ハンガリー                          | 国民議会                | 国会議事堂 洪: Országház                                      | 国会議事堂                   |
| バングラデシュ                      | 国会                    | 国会議事堂 ベンガル語: জাতীয় সংসদ ভবন                            | 国会議事堂                   |
| フィンランド                        | エドゥスクンタ          | 国会議事堂 芬: Eduskuntatalo 典: Riksdagshuset                | エドゥスクンタ議事堂         |
| ブラジル                            | 国民会議                | 国会議事堂 葡: Congresso Nacional                             | 国民会議議事堂               |
| フランス                            | 元老院                  | リュクサンブール宮殿 仏: Palais du Luxembourg                 | リュクサンブール宮殿         |
| フランス                            | 国民議会                | ブルボン宮殿 仏: Palais Bourbon                               | ブルボン宮殿                 |
| ベトナム                            | 国民議会                | 国会議事堂 越: Tòa nhà Quốc hội                               | 国民議会議事堂               |
| ポルトガル                          | 共和国議会              | サン・ベント宮殿 葡: Palácio de São Bento                     | サン・ベント宮殿             |
| マルタ                              | 代議院                  | 国会議事堂 英: Parliament House                               | 国会議事堂                   |
| モンゴル                            | 国家大会議              | 政府宮殿 蒙: Төрийн ордон                                     | 政府宮殿                     |
| ルーマニア                          | 議会                    | 議事堂宮殿（国民の館） 羅: Palatul Parlamentului              |                              |